# Muscisaxicola frontalis
La dormilona frentinegra o dormilona de frente negra (Muscisaxicola frontalis)  es una especie de ave paseriforme de la familia Tyrannidae perteneciente al numeroso género Muscisaxicola. Nidifica en regiones alto-andinas de Chile y centro de Argentina y migra hacia el norte en los inviernos australes hacia regiones andinas del oeste de América del Sur.

## Distribución y hábitat

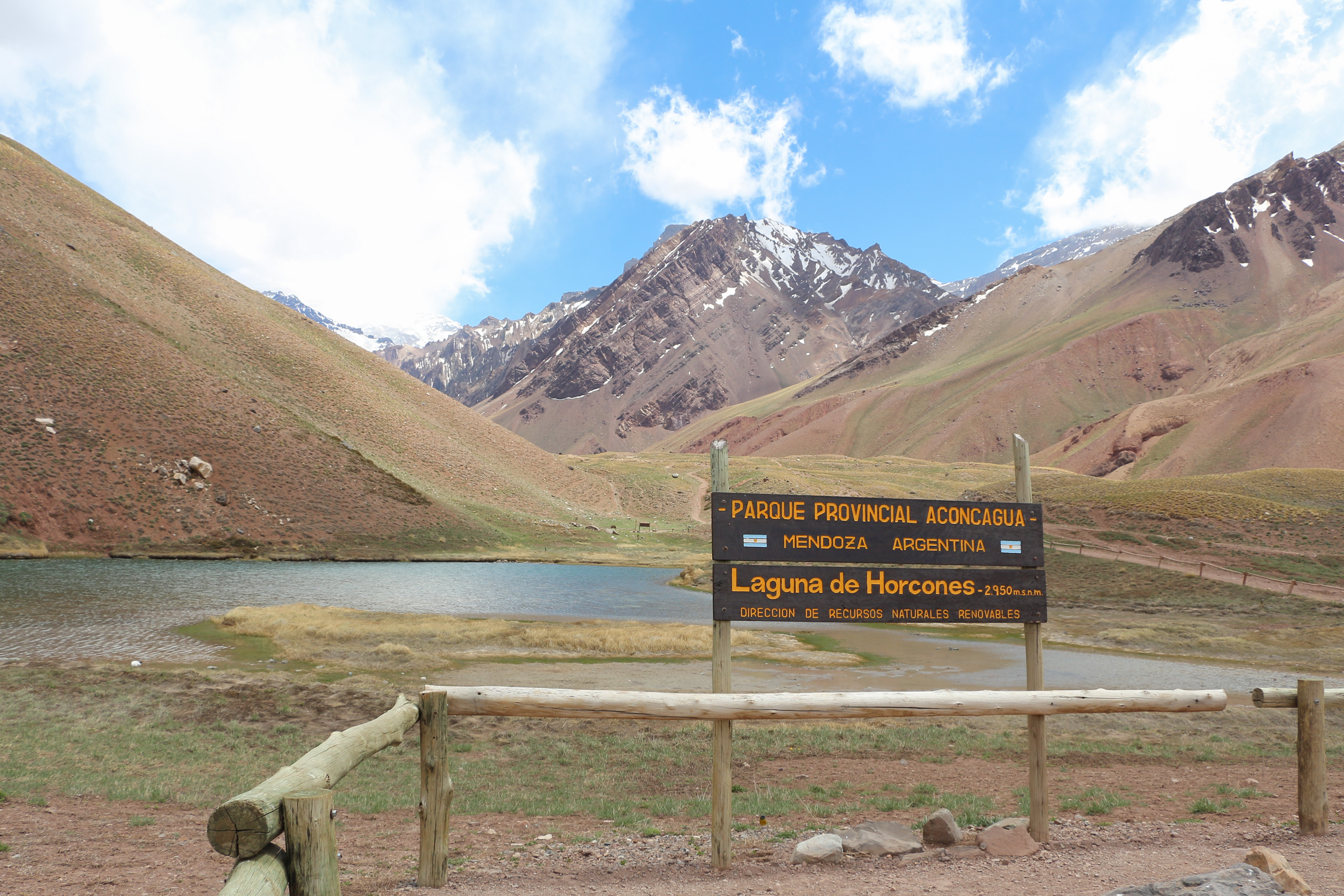
Parque provincial Aconcagua, en Mendoza, Argentina, ejemplo de hábitat reproductivo de la especie.

Nidifica en la cordillera de los Andes, durante el verano se reproduce en Chile desde Antofagasta hasta Maule y en Argentina desde Mendoza hasta Río Negro; durante el invierno migra hasta Jujuy, el Altiplano boliviano, y Perú (al norte hasta Áncash).
Esta especie es considerada de rara a poco común en sus hábitats naturales: los pastizales de altitud y colinas pedregosas con vegetación dispersa, casi siempres cerca de agua, principalmente entre 2500 y 4300 m de altitud, raramente más bajo hasta los 1800 m. Durante la invernada en Perú parece preferir las laderas rocosas con matorrales Baccharis, cactus Cumulopuntia y pastizales Festuca y Parastrephia.

## Descripción
Mide un promedio de 18 cm de longitud. Presenta la frente, los ojos y el centro del píleo negros, que contrastan con el gris claro de los lados del píleo. Tiene el área loral, garganta, pecho y vientre blancos. Su dorso es gris ceniza y las alas y cola negras con franjas blancas.

## Sistemática

### Descripción original
La especie M. frontalis fue descrita por primera vez por el naturalista alemán nacionalizado argentino Carlos Germán Burmeister en 1860 bajo el nombre científico Ptyonura frontalis; su localidad tipo es: «pie de la sierra de Mendoza, Argentina.».

### Etimología
El nombre genérico masculino «Muscisaxicola» es una combinación de los géneros Muscicapa y Saxicola, ambos del Viejo Mundo; y el nombre de la especie «frontalis», en latín moderno significa ‘frontal’, ‘de la frente’.

### Taxonomía
Es monotípica.